# Fédération égyptienne des syndicats indépendants
La Fédération égyptienne des syndicats indépendants (FESI), en anglais : Egyptian Federation of Independent Trade Unions (EFITU), en arabe : الاتحاد المصري لنقابات العمال المستقلة, est une confédération syndicale égyptienne fondée en 2011. Elle est affiliée à la Confédération syndicale internationale (CSI). 

## Histoire
Les premiers syndicats indépendants égyptiens ont été créés avant la révolution de janvier 2011. Le syndicat des travailleurs de l’Autorité fiscale immobilière (IGURETA) est créée par des fonctionnaires de ce secteur, sur la base de la convention de l’OIT consacrant la liberté syndicale des travailleurs en 2009. Trois autres syndicats ont été fondés plus tard avant la révolution de janvier 2011, pour les retraités, les techniciens de la santé et les enseignants. La création de l’EFITU est annoncée le 30 janvier 2011 lors d’une conférence de presse tenue sur la place Tahrir au Caire, épicentre du mouvement populaire visant à renverser Moubarak. Cette fondation de l’EFITU a brisé le monopole d’État de l’ETUF sur les organisations syndicales.

## Syndicats affiliés
- syndicat des travailleurs de l’Autorité fiscale immobilière (RETA)
- Syndicat des travailleurs retraités
- Syndicat des professionnels de la santé
- Syndicat indépendant des enseignants

## Dirigeants
- Malek Bayoumi